# نظام حزبي ثاني
يستخدم المؤرخون وعلماء السياسة النظام الحزبي الثاني من أجل تحديد فترة نظام الحزب السياسي الساري في الولايات المتحدة من نحو عام 1828 وحتى عام 1854، بعد انتهاء النظام الحزبي الأول. تميّز النظام بارتفاع سريع في مستويات اهتمام الناخبين، ابتداءً من عام 1828، مثلما اتضح من المشاركة في يوم الانتخابات والمسيرات والصحف الحزبية والدرجات العالية من الولاء الشخصي للأحزاب.
سيطر حزبان رئيسيان على المشهد السياسي: الحزب الديمقراطي، بقيادة أندرو جاكسون، والحزب اليميني، الذي جمعه هنري كلاي من الجمهوريين الوطنيين ومن معارضي جاكسون الآخرين. ضمت الأحزاب الصغرى الحزب المناهض للماسونية، وهو مبتكر مهم منذ 1827 وحتى 1834؛ وحزب الحرية الذي ألغى عقوبة الإعدام في عام 1840؛ وحزب التربة الحرة التوسعي المناهض للعبودية في عامي 1848 و1852. عكس نظام الحزب الثاني وشكل التيارات السياسية والاجتماعية والاقتصادية والثقافية لعصر جاكسون، حتى خلفه النظام الحزبي الثالث. حدد فرانك تاورز انقسامًا أيديولوجيًا مهمًا:
دافع الديمقراطيون عن سيادة الشعب وعُبر عنها في المظاهرات الشعبية، والاتفاقيات الدستورية، وحكم الأغلبية بصفته مبدأ عامًا للحكم، في حين دافع اليمينيون عن سيادة القانون، والدساتير المكتوبة وغير المتغيرة، وحماية مصالح الأقليات ضد استبداد الأغلبية.

## نماذج
المؤرخ ريتشارد ب. ماكورميك هو المسؤول الأكبر عن تعريف المصطلح. وخلص:
- لقد كان نظامًا حزبيًا متميزًا.
- تشكل على مدى فترة 15 عامًا واختلف حسب الولاية.
- أُنتج من قبل قادة يحاولون الفوز بالرئاسة، مع قيام المتنافسين ببناء تحالفاتهم الوطنية.
- أثرت التأثيرات الإقليمية بشدة على التطورات، إذ كانت قوى آدامز أقوى في نيو إنغلاند -على سبيل المثال- وجاكسونيون في الجنوب الغربي.
- وللمرة الأولى، امتدت سياسات الحزبين إلى الجنوب والغرب (التي كانت مناطق الحزب الواحد).
- في كل منطقة كان الحزبان متساويين - النظام الحزبي الأول والوحيد الذي أظهر ذلك.
- بسبب التوازن الإقليمي كان عرضة للقضايا الخاصة بكل منطقة (كالعبودية مثلًا).
- ظهر نفس الحزبين في كل ولاية، وتنافسا على التصويت الانتخابي ومكاتب الولايات.
- كان الأمر الأكثر أهمية هو الظهور المفاجئ لحزبين في الجنوب في 1832-1834 (كرد فعل على فان بورين في الغالب).
- ازدهر الحزب المناهض للماسونية في تلك الدول فقط مع حزب ثانٍ ضعيف.
- اختلفت الأساليب إلى حد ما ولكن في كل مكان حل المؤتمر السياسي محل التجمع.
- كان للأحزاب مصلحة خاصة بها فيما يتعلق بأهداف نشطاء الحزب الساعية لمنصب.
- جلب النظام أسلوب حملة شعبية جديدة.
- الانتخابات المتقاربة -وليس المرشحين الكاريزماتيين أو قضايا معينة- أخرجت الناخبين.
- شكل قادة الحزب الأحزاب إلى حد ما على صورتهم الخاصة.

## القادة
من بين الشخصيات الأكثر شهرة على الجانب الديمقراطي: أندرو جاكسون، ومارتن فان بورين، وجون سي كالهون، وجيمس كيه بولك، ولويس كاس، وستيفن دوغلاس. على الجانب اليميني كان جون كوينسي آدامز، وهنري كلاي، ودانييل ويبستر، ووليام إتش سيوارد، وثورلو ويد. وفقًا للمؤرخ روبرت ريميني:
كانت مساهمة فان بورين الإبداعية في التنمية السياسية للأمة هائلة، وعلى هذا النحو شق طريقه إلى الرئاسة. بعد سيطرته على الحزب الجمهوري في نيويورك، نظم رئاسة ألباني ريجنسي لإدارة الولاية في غيابه بينما كان يتابع مهنة وطنية في واشنطن. كان ريجنسي قنصلًا حاكمًا في ألباني يمتلك من مجموعة من الرجال ذوي الخبرة السياسية والذكاء للغاية. لقد كان من أوائل القوى السياسية على مستوى الولاية في البلاد، وقد نتج نجاحه عن استخدامه المهني للرعاية، والتجمع التشريعي، والصحيفة الحزبية الرسمية ..... [في واشنطن] عمل على إعادة تنظيم الجمهوريين. تألف الحزب من خلال تحالف بين من أسماهم مزارعي الجنوب والجمهوريين العاديين في الشمال. ... حتى الآن كان يُنظر إلى الأحزاب على أنها شرور يجب التسامح معها؛ جادل فان بورين بأن نظام الحزب كان الطريقة الأكثر عقلانية وذكاء لإدارة شؤون الأمة بطريقة ديمقراطية، وهي وجهة نظر نالت الموافقة الوطنية في النهاية.

## الأصول
جرت الانتخابات الرئاسية لعام 1824 بدون أحزاب سياسية وتدنت إلى سباق من أربعة رجال. كان لكل مرشح (هنري كلاي، ووليام كروفورد، وأندرو جاكسون، وجون كوينسي آدامز)، وجميعهم كانوا اسميًا جمهوريين ديمقراطيين، قاعدة دعم إقليمية تشمل فصائل في الولايات المختلفة. مع عدم وجود أغلبية في الهيئة الانتخابية، انتقل الاختيار إلى مجلس النواب الأمريكي. لم يكن كلاي من بين المرشحين الثلاثة النهائيين، ولكن بصفته رئيسًا لمجلس النواب تفاوض على التسوية. على الرغم من حصوله على أكثر الأصوات شعبية وأكثر الأصوات الانتخابية، لم يُنتخب جاكسون. بل انتخب جون كوينسي آدامز، نجل الرئيس السابق جون آدامز، واختار على الفور كلاي وزيرًا للخارجية.
وندد جاكسون بصوت مرتفع هذه الصفقة الفاسدة. وشن حملة قوية ضد الفساد الذي رآه في واشنطن. من خلال مناشدة كل من شركات الميليشيات المحلية (باعتبارها تضم أشهر المقاتلين الهنود في البلاد، وبطل حرب 1812) والفصائل السياسية للدولة، شكل جاكسون ائتلاف الحزب الديمقراطي الجنيني، الذي أطاح بآدامز في عام 1828. مارتن فان كان بورين، الزعيم اللامع لسياسة نيويورك، المساعد الرئيسي لجاكسون، إذ جلب الأصوات الانتخابية الكبيرة في فرجينيا وبنسلفانيا. كانت مكافأته تعيينه وزيرًا للخارجية ثم ترشيحه وانتخابه لمنصب نائب الرئيس وريثًا لتقليد جاكسون. أصبح جناح آدامز كلاي في الحزب الجمهوري الديمقراطي معروفًا باسم الجمهوريين الوطنيين، على الرغم من أن آدامز لم يعتبر نفسه عضوًا مخلصًا في الحزب.

مثلما أوضح نورتون انتصار جاكسون عام 1828:
اعتقد الجاكسونيون أن إرادة الشعب قد سادت أخيرًا. من خلال ائتلاف أحزاب الدولة والقادة السياسيين ومحرري الصحف الممول بسخاء، انتخبت حركة شعبية الرئيس. أصبح الديموقراطيون أول حزب وطني منظم جيدًا في البلاد ... وأصبح التنظيم الحزبي المحكم السمة المميزة للسياسة الأمريكية في القرن التاسع عشر. 
خلف المنابر التي أصدرتها الأحزاب الحكومية والوطنية، كانت هناك نظرة سياسية مشتركة على نطاق واسع تميزت بالديمقراطيين:
مثل الديموقراطيون مجموعة واسعة من الآراء لكنهم شاركوا في الالتزام الأساسي بمفهوم جيفرسون للمجتمع الزراعي. كانوا ينظرون إلى الحكومة المركزية على أنها عدو للحرية الفردية. عززت صفقة الفساد لعام 1824 شكوكهم في سياسات واشنطن. خشي الجاكسونيون من تمركز القوة الاقتصادية والسياسية. اعتقدوا أن تدخل الحكومة في الاقتصاد يعود بالفائدة على مجموعات المصالح الخاصة وخلق احتكارات للشركات لصالح الأغنياء. لقد سعوا إلى استعادة استقلال الفرد -الحرفي والمزارع العادي- من خلال إنهاء الدعم الفيدرالي للبنوك والشركات وتقييد استخدام العملة الورقية التي لا يثقون بها. كان تعريفهم للدور المناسب للحكومة يميل إلى أن يكون سلبيًا، وعُبر عن سلطة جاكسون السياسية إلى حد كبير في الأفعال السلبية. لقد مارس حق النقض أكثر من جميع الرؤساء السابقين مجتمعين. وعارض جاكسون وأنصاره الإصلاح كحركة أيضًا. دعا الإصلاحيون المتحمسون لتحويل برامجهم إلى تشريعات إلى حكومة أكثر نشاطًا. لكن الديمقراطيين مالوا إلى معارضة برامج مثل الإصلاح التعليمي وإنشاء نظام تعليم عام. كانوا يعتقدون -على سبيل المثال- أن المدارس العامة قيدت الحرية الفردية بالتدخل في مسؤولية الوالدين وقوضت حرية الدين من خلال استبدال مدارس الكنيسة. لم يشارك جاكسون الإصلاحيين مخاوفهم الإنسانية. لم يكن لديه أي تعاطف مع الهنود الأمريكيين، وبدأ في تهجير قبائل الشيروكي ضمن عملية درب الدموع.
درس المؤرخون ظهور نظام الحزب الثاني على المستوى المحلي. على سبيل المثال: يجادل بروس بندلر في نيوجيرسي أن نفس التغييرات الدراماتيكية التي كانت تعيد تشكيل بقية البلاد قد أُشير إليها بشكل خاص في تلك الولاية في عشرينيات القرن التاسع عشر. ظهر نظام سياسي جديد بحلول نهاية العقد مع استقطاب الناخبين في دعم أو معارضة جاكسون. علاوة على ذلك، كانت ثورة السوق على قدم وساق، إذ جعل التصنيع وشبكات النقل المطورة الصورة الأكبر أكثر أهمية من الاقتصاد المحلي، وأصبح رواد الأعمال والسياسيون قادة في تسريع التغييرات. على سبيل المثال: بنى وليام ن.جيفرز من مقاطعة سالم بولاية نيوجيرسي نجاحه السياسي على قيادة قوات جاكسون على المستوى المحلي، وفي الوقت نفسه بنى ثروته من خلال ميثاق مصرفي وبناء طاحونة بخارية.